# Aire d'attraction de Limoges
L'aire d'attraction de Limoges est un zonage d'étude défini par l'Insee pour caractériser l’influence de la commune de Limoges sur les communes environnantes. Publiée en octobre 2020, elle se substitue à l'aire urbaine de Limoges, qui comportait 94 communes dans le dernier zonage qui remontait à 2010.
Il s'agit de la deuxième aire la plus peuplée de la région Nouvelle-Aquitaine, après celle de Bordeaux.

## Définition
L'aire d'attraction d'une ville est composée d’un pôle, défini à partir de critères de population et d’emploi ainsi que d’une couronne constituée des communes dont au moins 15 % des actifs travaillent dans le pôle. Le pôle d’attraction constitue ainsi un point de convergence des déplacements domicile-travail,.

## Type et composition
L’aire d'attraction de Limoges est une aire inter-départementale qui comporte 127 communes : 125 situées en Haute-Vienne et 2 dans la Creuse (Saint-Goussaud et Saint-Martin-Sainte-Catherine).
Elle est catégorisée dans les aires de 200 000 à moins de 700 000 habitants, une catégorie qui regroupe 23,1 % de la population de Nouvelle-Aquitaine et 23,5 % au niveau national.

### Carte

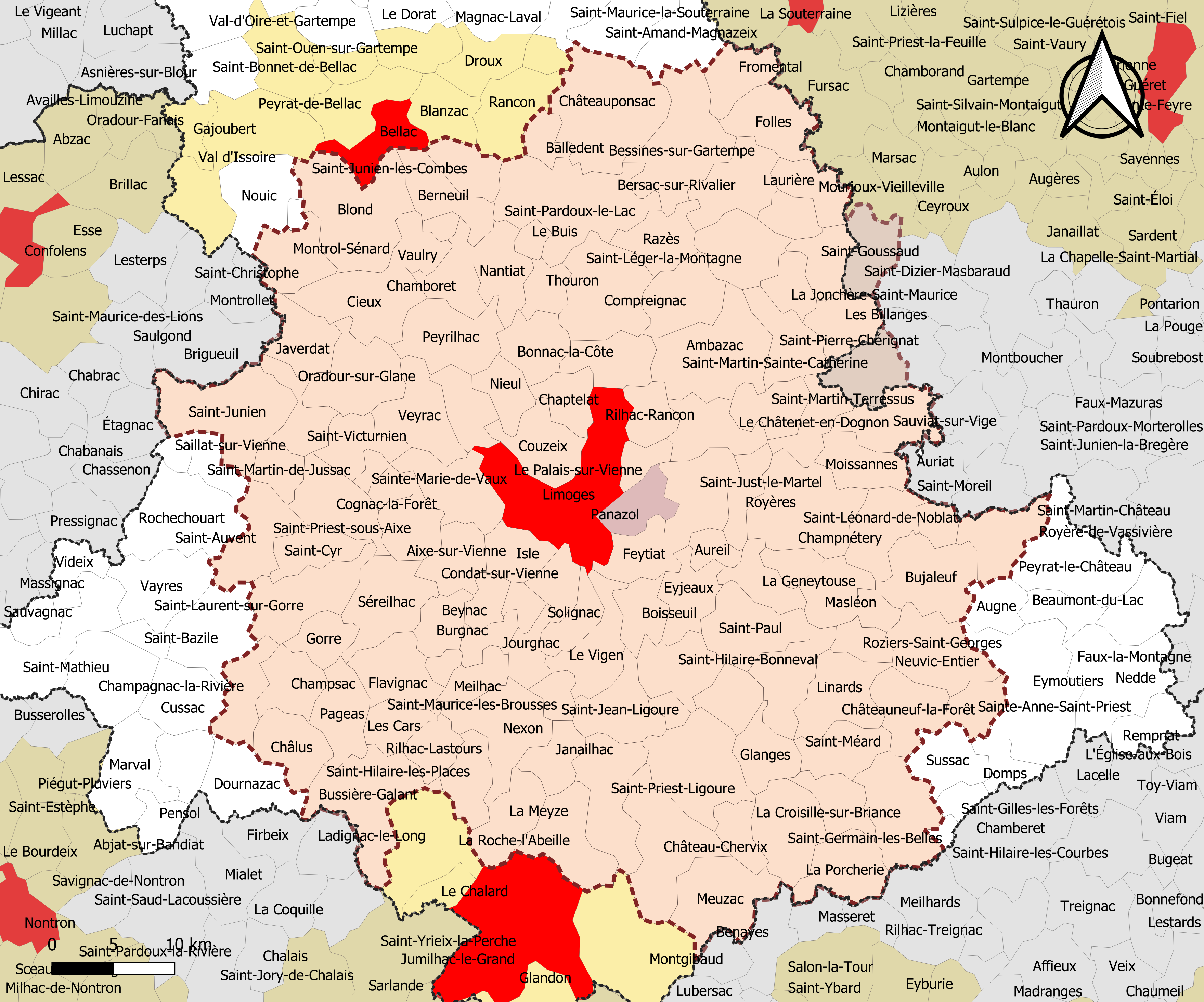
Carte de l'aire d'attraction de Limoges.
Commune-centre
Commune du pôle principal
Commune de la couronne

### Composition communale
| Catégorie                 | Département  | Communes | Communes |
| Catégorie                 | Département  | Nombre   | Libellé |
| ------------------------- | ------------ | -------- | --- |
| Commune-centre            | Haute-Vienne | 1        | Limoges. |
| Commune du pôle principal | Haute-Vienne | 1        | Panazol. |
| Communes de la couronne   | Haute-Vienne | 123      | Aixe-sur-Vienne, Ambazac, Aureil, Balledent, Berneuil, Bersac-sur-Rivalier, Bessines-sur-Gartempe, Beynac, Les Billanges, Blond, Boisseuil, Bonnac-la-Côte, Bosmie-l'Aiguille, Breuilaufa, Le Buis, Bujaleuf, Burgnac, Bussière-Galant, Les Cars, Châlus, Chamboret, Champagnac-la-Rivière, Champnétery, Champsac, Chaptelat, Château-Chervix, Châteauneuf-la-Forêt, Châteauponsac, Le Châtenet-en-Dognon, Cheissoux, Cieux, Cognac-la-Forêt, Compreignac, Condat-sur-Vienne, Couzeix, La Croisille-sur-Briance, Eybouleuf, Eyjeaux, Feytiat, Flavignac, Folles, Fromental, La Geneytouse, Glanges, Gorre, Isle, Jabreilles-les-Bordes, Janailhac, Javerdat, La Jonchère-Saint-Maurice, Jourgnac, Laurière, Lavignac, Linards, Magnac-Bourg, Masléon, Meilhac, Meuzac, La Meyze, Moissannes, Montrol-Sénard, Nantiat, Neuvic-Entier, Nexon, Nieul, Oradour-sur-Glane, Pageas, Le Palais-sur-Vienne, Peyrilhac, Pierre-Buffière, La Porcherie, Razès, Rilhac-Lastours, Rilhac-Rancon, La Roche-l'Abeille, Saint-Pardoux-le-Lac, Royères, Roziers-Saint-Georges, Sainte-Anne-Saint-Priest, Saint-Auvent, Saint-Bonnet-Briance, Saint-Brice-sur-Vienne, Saint-Cyr, Saint-Denis-des-Murs, Saint-Gence, Saint-Genest-sur-Roselle, Saint-Germain-les-Belles, Saint-Hilaire-Bonneval, Saint-Hilaire-les-Places, Saint-Jean-Ligoure, Saint-Jouvent, Saint-Julien-le-Petit, Saint-Junien, Saint-Junien-les-Combes, Saint-Just-le-Martel, Saint-Laurent-les-Églises, Saint-Laurent-sur-Gorre, Saint-Léger-la-Montagne, Saint-Léonard-de-Noblat, Sainte-Marie-de-Vaux, Saint-Martin-de-Jussac, Saint-Martin-le-Vieux, Saint-Martin-Terressus, Saint-Maurice-les-Brousses, Saint-Méard, Saint-Paul, Saint-Priest-Ligoure, Saint-Priest-sous-Aixe, Saint-Priest-Taurion, Saint-Sulpice-Laurière, Saint-Sylvestre, Saint-Victurnien, Saint-Vitte-sur-Briance, Saint-Yrieix-sous-Aixe, Sauviat-sur-Vige, Séreilhac, Solignac, Thouron, Vaulry, Verneuil-sur-Vienne, Veyrac, Vicq-sur-Breuilh, Le Vigen. |
| Communes de la couronne   | Creuse       | 2        | Saint-Goussaud, Saint-Martin-Sainte-Catherine. |